# إنيمون (آن)
إنيمون (بالفرنسية: Innimond)‏ هي بلدية فرنسية تقع في إقليم الآن في فرنسا. رمز إنسي لها هو:1190. أما الرمز البريدي لها فهو: 1680.